# Anastasiya Shvedova
Anastasiya Shvedova (née le 3 mai 1979) est une athlète russe naturalisée biélorusse en 2009, spécialiste du saut à la perche.
Au championnat d'Europe de Barcelone en 2010, elle sa classe 4e en égalant son record de 4,65 m et en réalisant un nouveau record de Biélorussie.

## Biographie

### Palmarès
| Date            | Compétition                    | Lieu      | Résultat | Épreuve          | Performance |
| --------------- | ------------------------------ | --------- | -------- | ---------------- | ----------- |
| 27 août 2003    | Universiade                    | Daegu     | 2e       | Saut à la perche | 4,40 m      |
| 30 juillet 2010 | Championnats d'Europe          | Barcelone | 4e       | Saut à la perche | 4,65 m      |
| 6 mars 2011     | Championnats d'Europe en salle | Paris     | 8e       | Saut à la perche | 4,50 m      |

### Records
| Épreuve                  | Performance | Lieu      | Date            |
| ------------------------ | ----------- | --------- | --------------- |
| Saut à la perche         | 4,65 m      | Prague    | 13 juin 2007    |
| Saut à la perche         | 4,65 m      | Milan     | 2 juillet 2008  |
| Saut à la perche         | 4,65 m      | Barcelone | 30 juillet 2010 |
| Saut à la perche (salle) | 4,60 m      | Moscou    | 10 février 2008 |